# Criniventer
Criniventer rufus es una  especie de coleóptero adéfago de la familia Carabidae y el único miembro del género monotípico Criniventer. Habita en Argentina, Chile y Uruguay.